# Новопавловское (Московская область)
Новопавловское — деревня в Волоколамском районе Московской области России. Входит в состав городского поселения Сычёво. Население — 120 чел. (2023).

## География
Деревня Новопавловское расположена на западе Московской области, в восточной части Волоколамского района, примерно в 16 км к юго-востоку от центра города Волоколамска. В деревне 8 улиц — Зелёная, Лесная, Луговая, Молодёжная, Овражная, Полевая, Строителей и Центральная, зарегистрировано 3 садовых товарищества. Ближайший населённый пункт — посёлок городского типа Сычёво — находится в 4 км восточнее деревни. Деревня окружена лесами, неподалёку протекает река Лама (бассейн Иваньковского водохранилища). В 1,5 км к западу от деревни находится озеро Стекло.

## Население
| 1859 | 1926 | 2002 | 2006 | 2010 |
| ---- | ---- | ---- | ---- | ---- |
| 166  | ↘150 | ↘0   | →0   | →0   |

## История
На карте Московской губернии Ф. Ф. Шуберта (1860 год) — деревня Никлюдова.
В «Списке населённых мест» 1862 года Новопавловское (Неклюдово) — владельческое сельцо 1-го стана Рузского уезда Московской губернии на просёлочной дороге между Волоколамским и Воскресенским трактами, в 27 верстах от уездного города, при колодцах, с 20 дворами и 166 жителями (80 мужчин, 86 женщин).
По данным на 1890 год входила в состав Судниковской волости Рузского уезда, число душ составляло 113 человек.
В 1913 году — 31 двор.
В 1917 году Судниковская волость была передана в Волоколамский уезд.
По материалам Всесоюзной переписи населения 1926 года — центр Ново-Павловского сельсовета Судниковской волости Волоколамского уезда, проживало 150 жителей (56 мужчин, 94 женщины), насчитывалось 32 крестьянских хозяйства.
С 1929 года — населённый пункт в составе Волоколамского района Московского округа Московской области. Постановлением ЦИК и СНК от 23 июля 1930 года округа как административно-территориальные единицы были ликвидированы.
1929—1939 гг. — деревня Данилковского сельсовета Волоколамского района.
1939—1951 гг. — центр Данилковского сельсовета Осташёвского района.
1951—1954 гг. — деревня Грулевского сельсовета Осташёвского района.
1954—1957 гг. — деревня Таболовского сельсовета Осташёвского района.
1957—1963 гг. — деревня Таболовского сельсовета Волоколамского района.
1963—1965 гг. — деревня Таболовского сельсовета Волоколамского укрупнённого сельского района.
1965—1973 гг. — деревня Таболовского сельсовета Волоколамского района.
1973—1994 гг. — деревня Судниковского сельсовета Волоколамского района.
В 1994 году Московской областной думой было утверждено положение о местном самоуправлении в Московской области, сельские советы как административно-территориальные единицы были преобразованы в сельские округа.
1994—2006 гг. — деревня Судниковского сельского округа Волоколамского района.
С 2006 года — деревня городского поселения Сычёво Волоколамского муниципального района Московской области.